# Guadalcanal
Guadalcanal je ostrov v Tichém oceánu, který patří k souostroví Šalomounových ostrovů. Má rozlohu 6 500 km² a počet obyvatel 109 382 (v roce 1999). Na ostrově se během druhé světové války odehrála tzv. bitva o Guadalcanal – jedna z klíčových bitev války v Tichomoří. Na ostrově, který je skoro celý pokrytý džunglí, leží hlavní město Šalomounových ostrovů Honiara.
Guadalcanal je hornatý ostrov. Většina populace žije na severním pobřeží. Jižní pobřeží je známé jako Pobřeží počasí (Weather Coast), protože zde velmi často a vydatně prší. Severní pobřeží, tvořené Průlivem se železným dnem, je vyhledávanou potápěčskou lokalitou. Na Guadalcanalu se hojně vyskytují komáři a malárie je zde endemickou nemocí.
Na většině severního pobřeží existuje silniční síť, ale na jižní pobřeží se dá dostat jen pěšky, na lodi nebo vrtulníkem. Na východ od Honiary leží Mezinárodní letiště Honiara, hlavní letiště Šalomounových ostrovů, které bylo postaveno v roce 1942 jako vojenské letiště Henderson Field.

## Historie
Ostrov objevila španělská expedice vedená Álvarem de Mendaña v roce 1568. Jeden z Mendañaových podřízených, Pedro de Ortega, ho pojmenoval podle svého rodného města v Andalusii, Guadalcanal. Ovšem sám Pedro de Ortega používal několik různých verzí tohoto jména (Guadarcana, Guarcana a Guadalcana), a tak byl ostrov nakonec znám jako Guadalcanar. Později se ostrov stal součástí Britského impéria a v roce 1932 Britové změnili pravopis na dnešní Guadalcanal.
Od 7. srpna 1942 do 9. února 1943 bojovaly na ostrově Spojené státy americké a jejich spojenci proti císařskému Japonsku v bitvě, která se stala bodem obratu v průběhu války na tichomořském bojišti. Toto krvavé střetnutí je známé jako bitva o Guadalcanal.

## Odraz v kultuře
V českém prostředí je oblíbená trampská píseň Quadalcanal od skupiny Taxmeni.